# Sang-chaud lourd de Saxe-Thuringe
Le sang-chaud lourd de Saxe-Thuringe (allemand : Sächsisch-Thüringisches Schweres Warmblut, ou plus simplement Schweres Warmblut) est une race de chevaux d'origine allemande, de type warmblood lourd. Rare, il est élevé en préservation dans les länder de Saxe et de Thuringe.

## Histoire
Ces chevaux descendent du Frison oriental et de l'Alt-Oldenbourg.
Dans les années 1960 et 1970, l'élevage du warmblood lourd en race pure est fortement découragé, mais certains étalons de ce type échappent à la castration.
La race retrouve de la popularité dans les années 1980, lorsque les succès des chevaux d'attelage warmblood lourd en compétition motivent des éleveurs. Cela conduit à une renaissance, motivée par les capacités de ces chevaux à l'attelage.
En 1997, les effectifs sont de 925 chevaux. Le stud-book fusionnant les populations de warmblood lourd de Saxe et de Thuringe est fondé en 2002. En raison de sa grande proximité génétique avec l'Ostfriesen / Alt-Oldenburger et l'Alt-Württemberger, le Sang-chaud lourd de Saxe-Thuringe est inclus au même groupe de races dit « warmblood lourd » en 2013.

## Description
Il toise de 1,57 m à 1,65 m d'après le GEH ; la centrale de documentation allemande annonçant une moyenne de 1,59 m.
La robe est traditionnellement de couleur sombre, le plus souvent bai, bai-brun, noir, alezan, avec quelques gris,.
Ces chevaux montrent vitalité et bon caractère ; par ailleurs, ils sont réputés avoir une bonne fertilité.
Le cheptel saxon et thuringien est influencé par les anciennes lignées Frison oriental et Alt-Oldenbourg. Son stud-book est géré par la Pferdezuchtverband Sachsen - Thüringen e.V.
L'élevage du Sang-chaud lourd de Saxe-Thuringe est affilié à la Fédération équestre allemande (Deutschen Reiterlichen Vereinigung, FN), et au règlement de l'Union européenne.
Les éleveurs reçoivent régulièrement des subventions du land de Saxe pour aider à la préservation de la race.

## Utilisations
Cette race est désormais populaire à l'attelage. Historiquement, elle fut employée dans l'agriculture, ainsi que dans l'armée, comme carrossier.

## Diffusion de l'élevage
Le berceau d'élevage est traditionnellement la Saxe et la Thuringe, avec une centralisation du haras national de Moritzburg ; il s'agit donc d'une race originaire de l'ex-Allemagne de l'Est.
L'étude menée par l'université d'Uppsala, publiée en août 2010 pour la FAO, signale le Schweres Warmblut comme une race locale européenne qui n'est pas menacée d'extinction. 
Le Sächsisch-Thüringisches Schweres Warmblut est classé comme race locale allemande en danger d'extinction sur la base de données DAD-IS (2018). Il est aussi classé en catégorie III (en voie de disparition) sur la liste rouge de la Gesellschaft zur Erhaltung alter und gefährdeter Haustierrassen (Société pour la conservation des races domestiques anciennes et en voie de disparition). En 2016, 1 026 chevaux appartenant à cette race sont recensés en Allemagne, dont 58 étalons et 958 juments. 